# Dominique Spadafora
Dominique Spadafora (Randazzo, 1450 - Monte Cerignone, 21 décembre 1521) est un dominicain sicilien reconnu bienheureux par l'Église catholique.
En 1491, il est envoyé dans la ville de Monte Cerignone pour fonder le prieuré « Notre Dame des Grâces » et y bâtir une église. Il dirige les travaux et le couvent jusqu'à sa mort en 1521. Le pape Benoît XV reconnaît officiellement son culte en 1921. Sa mémoire est célébrée le 21 décembre.

## Biographie
Dominique Spadafora naît à Randazzo en 1450, dans une famille de la noblesse originaire de Constantinople. Son nom de famille rappelle la dignité de la famille « autorisée à comparaître devant l'empereur avec une épée dégainée ».
Il entre dans l'ordre dominicain de Palerme, au couvent Sainte-Zita, fondé par le bienheureux Pierre Geremia, une « éminente figure de l'observance dominicaine »,. Le jeune Dominique effectue son noviciat dans ce couvent « animé d'un grand zèle et d'une grande ferveur ». Après son ordination, il est envoyé à Pérouse en 1477, puis à Padoue pour poursuivre ses études et obtenir son doctorat de théologie,. Il est rappelé à Palerme, où il poursuit une intense activité apostolique. Il participe au chapitre général de l'ordre à Venise en 1487 ; le maître de l'ordre des Prêcheurs remarque immédiatement ses compétences et décide de le prendre comme collaborateur,. Il devient un prédicateur réputé et connu pour son intense dévotion à la passion du Christ.
En 1491, les habitants de Monte Cerignone voulant mettre en valeur une chapelle contenant une image miraculeuse de la Madone, avec des religieux pour s’occuper du sanctuaire et de la formation spirituelle des populations, font appel aux dominicains. Les responsables dominicains confient l'entreprise au frère Spadafora, qui organise les travaux de fondation de l'église et du prieuré « Notre Dame des Grâces »,,.
Son hagiographe rapporte que « l'austérité de la vie du moine, son ardeur à la prière, sa charité, son humilité et sa prédication obtiennent de nombreuses conversions et conduisent de nombreux jeunes à entrer dans l'ordre dominicain ». Le Frère Dominique dirige le couvent jusqu’à la mort le 21 décembre 1521,.

## Béatification et culte
De son vivant le frère Dominique est considéré comme un saint par la population de Monte Cerignone. À sa mort, il est inhumé dans l'église du couvent qu'il a fondé, et la vénération populaire se développe sur sa tombe. En 1545, son corps est retrouvé intact. En 1677, ses reliques sont translatées dans l'église de Santa Maria in Reclauso à Monte Cerignone.
Le 14 janvier 1921, le pape Benoît XV confirme son culte. Le procès diocésain est réintroduit le 10 septembre 2006 dans le diocèse de Saint-Marin-Montefeltro. Il s'achève le 14 septembre 2008 et les documents sont remis à la congrégation pour les causes des saints le 14 janvier 2009 qui doit décider de la canonisation,.
Sa mémoire est célébrée le 21 décembre, mais localement aussi le 3 octobre (mémoire de la translation des reliques en 1677),.